# Giovanna Debono
Giovanna Debono (* 25. November 1956 in Victoria, Gozo) ist eine maltesische Politikerin der Nationalist Party (bis 2015) und war von 1998 bis 2013 Ministerin für Gozo.

## Biografie
Giovanna Debono ist die Tochter von Coronato Attard, der zwischen 1962 und 1987 Abgeordneter der PN im Repräsentantenhaus war. Sie selbst absolvierte nach dem Schulbesuch ein Lehramtsstudium an der University of Malta, das sie 1981 mit einem Bachelor of Arts (B.A. Education) abschloss. Im Anschluss war sie bis 1987 als Lehrerin tätig.
Frau Debono begann ihre politische Laufbahn 1987 als sie als Kandidatin der Partit Nazzjonalista erstmals zur Abgeordneten des Repräsentantenhauses gewählt wurde. Bei den Wahlen 1992, 1996, 1998, 2003 sowie 2008 wurde sie jeweils als Abgeordnete wiedergewählt. Im Parlament vertritt sie seit 1987 den Wahlkreis 13, der Gozo und Comino umfasst.
Am 17. April 1995 wurde sie von Premierminister Edward Fenech Adami zur Parlamentarischen Staatssekretärin im Ministerium für soziale Entwicklung ernannt und bekleidete dieses Amt bis zur Wahlniederlage der Partit Nazzjonalista im Oktober 1996. In dieser Funktion nahm sie an der 4. UN-Weltfrauenkonferenz 1995 in Peking teil.
Nach dem erneuten Wahlsieg der PN berief sie Premierminister Fenech Adami am 8. September 1998 als Ministerin für Gozo in sein Kabinett. Dieses Amt übernahm sie dann auch unter dessen Nachfolger Lawrence Gonzi, der seit dem 23. März 2004 Premierminister ist. Damit ist sie neben der Ministerin für Erziehung und Kultur, Dolores Cristina, die zweite weibliche Ministerin in Gonzis Regierung.
Als Ministerin für Gozo setzt sie sich insbesondere nach dem Beitritt Maltas zur Europäischen Union für die Lösung der besonderen Probleme der Insel ein wie zum Beispiel durch die Förderung traditioneller windbetriebener Wasserpumpen aber auch zur Behandlung biologisch abbaubarer Abfälle. Dabei fördert sie unter anderem auch Projekte im Tourismus wie zum Beispiel für Taucher.
Bei der Parlamentswahl am 8. März 2008 erreichte sie mit 5.633 Wählerstimmen in ihrem Wahlkreis mehr Stimmen als Premierminister Gonzi, Vizepremier Tonio Borg oder Finanz- und Wirtschaftsminister Tonio Fenech.

## Reden
- "Landscape Architecture Proposals for Gozo", 19. April 2004 (PDF-Datei; 483 kB)